# Nivansaari (ö i Norra Lappland)
Nivansaari är en ö i Finland. Den ligger i vattendraget Kaamasjoki och i kommunen Enare  i den ekonomiska regionen Norra Lappland och landskapet Lappland, i den norra delen av landet, 1 000 km norr om huvudstaden Helsingfors. Öns area är 0,3 hektar och dess största längd är 110 meter i sydväst-nordöstlig riktning.